# Maxstoke Castle
Maxstoke Castle är ett slott i Storbritannien.   Det ligger i grevskapet Warwickshire och riksdelen England, i den södra delen av landet, 150 km nordväst om huvudstaden London. Maxstoke Castle ligger 79 meter över havet.
Terrängen runt Maxstoke Castle är huvudsakligen platt. Maxstoke Castle ligger nere i en dal. Runt Maxstoke Castle är det tätbefolkat, med 819 invånare per kvadratkilometer. Närmaste större samhälle är Birmingham, 15,6 km väster om Maxstoke Castle. Trakten runt Maxstoke Castle består till största delen av jordbruksmark.